# Kārlis Ozoliņš (tenisista)
Kārlis Ozoliņš (ur. 15 czerwca 2002 w Rydze) – łotewski tenisista, finalista juniorskiego Australian Open 2020 w grze podwójnej, reprezentant kraju w Pucharze Davisa.

## Kariera tenisowa
Startując w grze podwójnej juniorów, Kārlis Ozoliņš w 2020 roku osiągnął finał Australian Open w parze z Mikołajem Lorensem. Przegrali w nim 7:6(8), 5:7, 4–10 z deblem Leandro Riedi–Nicholas David Ionel.
W 2021 roku po raz pierwszy reprezentował kraj w zmaganiach o Puchar Davisa.
W rankingu gry pojedynczej najwyżej był na 941. miejscu (23 sierpnia 2021), a w klasyfikacji gry podwójnej na 792. pozycji (15 sierpnia 2022).

### Finały juniorskich turniejów wielkoszlemowych

#### Gra podwójna (0–1)
| Końcowy wynik | Nr | Data             | Turniej                    | Nawierzchnia | Partner        | Przeciwnicy                        | Wynik finału      |
| ------------- | -- | ---------------- | -------------------------- | ------------ | -------------- | ---------------------------------- | ----------------- |
| Finalista     | 1. | 31 stycznia 2020 | Australian Open, Melbourne | Twarda       | Mikołaj Lorens | Leandro Riedi Nicholas David Ionel | 7:6(8), 5:7, 4–10 |